# 클럽 파라다이스
《클럽 파라다이스》는 2003년 9월 26일에 MBC에서 방영한 베스트극장이다.

## 등장 인물

### 주요 인물
- 김현성 : 용수 역
- 김민주 : 영희 역

### 그 외 인물
- 이기영 : 사장 역
- 이영희
- 최항석
- 최범호
- 이강덕
- 오협
- 주호
- 이중열